# Olivier Djappa
Olivier Djappa (* 22. November 1969 in Douala) ist ein ehemaliger kamerunischer Fußballspieler.

## Sportliche Laufbahn

### Vereinskarriere
Djappa begann seine Profikarriere in Deutschland bei Rot-Weiss Essen. Er kam vom Racing Bafoussam aus Kamerun. Der Stürmer half in der Aufstiegsrunde nach der Saison 1992/93 den Essenern beim Gang aus der Drittklassigkeit. In der Spielzeit 1993/94, Djappa gelangen in 18 Spielen 4 Treffer, musste Essen wegen Unregelmäßigkeiten im Lizenzierungsverfahren absteigen. Er ging für fünf Jahre zu Borussia Fulda, ehe er zum SSV Reutlingen 05 wechselte. Hier wurde er zunächst in der Spielzeit 1999/00 Torschützenkönig der Regionalliga Süd (36 Tore) und ein Jahr später zusammen mit Artur Wichniarek erfolgreichster Torjäger der 2. Bundesliga mit 18 Treffern. 2002 ging er in die Regionalliga Süd zur SpVgg Unterhaching, blieb dort nur eine Saison und wechselte in die Oberliga Nordrhein zu Ratingen 04/19. Ein Jahr darauf schloss er sich dem westfälischen Verbandsligisten SSV Hagen an und im Sommer 2005 kehrte der Stürmer wieder zu Borussia Fulda zurück. Nachdem er am Saisonende trotz guter Leistungen kein neues Angebot bekam, obwohl er gesprächsbereit war und in Fulda bleiben wollte, wechselte Djappa zur Saison 2008/09 zum Fuldaer Gruppenligisten SV Neuhof in die 7. Liga, um mithilfe des Vereins seine eigene Fußballschule aufzubauen. In der Saison 2009/10 führt Olivier Djappa das Amt des Spielertrainers beim SG Johannesberg aus. 2012/13 lief er auf lokalem Level für die SG Eiterfeld auf.
Er absolvierte in seiner Karriere insgesamt 81 Spiele in der 2. Bundesliga (28 Tore) und 136 Spiele in der Regionalliga (81 Tore). In sieben Auftritten im deutschen Vereinspokal gelangen dem Stürmer fünf Treffer.

### Auswahleinsätze
Für die kamerunische Nationalmannschaft absolvierte er 15 Spiele und erzielte dabei fünf Tore.

## Berufliche Laufbahn
Oliver Djappa besitzt eine eigene Fußballschule in Eichenzell, Hessen. Seit der Saison 2011/12 ist er Jugendtrainer bei Borussia Fulda.